# Екслибрис
Екслибрисът е миниатюрна графика с приложен характер, която представлява гравиран или печатен знак, който идентифицира собственика на дадена книга.
Идва от латинския израз „ex libris“, което означава „из книгите на…“ в смисъл „от библиотеката на…“. Представлява етикет, който се залепва на вътрешната страна на корицата на книга, или печат, който се поставя там. Специфични за екслибриса са неговата лаконичност и изящество на рисунъка, изразяването на отношението към отделния човек – било със средствата на вица и шегата, било чрез символи и сравнения.
През 20 век превес вземат т. нар. колекционерски екслибриси, много от които изобщо не служат за обозначаване чия собственост е книгата, а попълват сбирките на колекционери, участват в изложби и се отпечатват в луксозни албуми. Това налага използването на графични техники, извън установената – гравюра на дърво и линолеум, наложила се през Средновековието.

## Елементи
Предпочитаният размер на екслибриса е 70 х 50 мм.
Елементите му са:
- надпис с името на собственика (пълни имена или само инициали);
- графично изображение за собственика или институцията, за която е създаден;
- текст:
  - „ex libris“ („из книгите на…“) или
  - „ex biblioteka“ (из библиотеката на…) или
  - „ex musicis“ („из нотите или музикалните издания на…“) или др.

Възможно е екслибрисът да съдържа само изображение и име на собственика на библиотеката, или да е текстови – без изображение.
Самото изображение обикновено говори за отношението на художника към личността, интересите или професията на притежателя на книгата. Признак на майсторство е умелото вплитане на името на притежателя на книгата в графичното изображение, като за това съществена, равностойна на рисунката роля играе и шрифтът на надписа.
Екслибрисите се делят на: поръчкови (срещу заплащане от книголюбителя) и колекционерски (художникът на своя глава създава екслибрис за някого).

## България
В България практиката да се указва кой е собственикът на дадена книга (чрез печати или ръкописни надписи „Из книгите на…“) става модна още през 19 век, главно под руско и немско влияние. Първият запазен художествено изработен екслибрис е универсален (всеки, купил книгата, вписва името си на специално оставен празен ред в книжния знак) и е дело на Харалампи Тачев. Публикуван е в книгата на Андрей Протич „Ева“ (1907). Графикът Васил Захариев и неговите ученици Преслав Кършовски, Бинка Вазова, Анна Крамер-Бехар и Миша Попова имат съществен принос в засилената поява на художествено изработени екслибриси през 1920-те и 1930-те години. След 1944 г. доайени на БГ екслибриса са Пенчо Кулеков и сливенският художник Митко Бакалов.
Първата национална изложба на екслибриси в България е през 2002 г. През 2003 и 2005 г. в София се организират две издания на Международното биенале за екслибрис.
Известни български графици – автори на екслибриси са Васил Захариев, Преслав Кършовски, Анна Крамер-Бехар, Бинка Вазова, Миша Попова, Пенчо Кулеков, Митко Бакалов, Георги Пенчев, Жана Костуркова, Румен Скорчев, Виолета Гривишка-Танева, Атанас Василев, Петър Чуховски, Кирил Гюлеметов, Катя Костова, Ралица Николова, Тоня Горанова, Борислав Стоев, Стоимен Стоилов, Крикор Касапян, Магърдич Касапян, Едуард Пенков Онник Каранфилян, Николай Янакиев, Роберт Баръмов и др.
Сравнително малко е литературата на тема „Екслибрис“ на български език – предимно статии в периодичните издания и четири книги. Историята на българския екслибрис е слабо проучена. Обществена сбирка от стари и нови екслибриси има в Отдел „Карти и графика“ на Националната библиотека „Св. св. Кирил и Методий“, въз основа на дарения на Пенчо Кулеков, Виолета Людсканова и др.:
- Стоян Шиклев, „Екслибрис в България“, изд. Народна библиотека Кирил и Методий,
- Евтим Томов, „Екслибрис“, изд. Български художник, 1977,
- Петър Величков, „Ексмузициси на български композитори“, изд. Музика, 1981.
- Петър Величков, „Сто български екслибриса“, изд. Български художник, 1985.

## Галерия
- Екслибрис на френския композитор Мариан Кузан от Жак Гнездовски
- Автоекслибрис на чешкия художник Емил Орлик
- Автоекслибрис на холандския художник Алберт Хан
- Автоекслибрис на американския художник Едуард Пенфийлд